# Mohammed Al-Hardan
Mohammed Yusuf Abdulla Ahmed Hasan Al-Hardan (Al Muharraq, 6 ottobre 1997) è un calciatore bahreinita, centrocampista dell'Al-Khaldiya e della nazionale bahreinita.

## Carriera

### Club
Ha giocato nella massima serie bahreinita e in quella moldava.

### Nazionale
Nel 2018 ha esordito in nazionale.

## Statistiche

### Cronologia presenze e reti in nazionale
| Cronologia completa delle presenze e delle reti in nazionale ― Bahrein | Cronologia completa delle presenze e delle reti in nazionale ― Bahrein | Cronologia completa delle presenze e delle reti in nazionale ― Bahrein | Cronologia completa delle presenze e delle reti in nazionale ― Bahrein | Cronologia completa delle presenze e delle reti in nazionale ― Bahrein | Cronologia completa delle presenze e delle reti in nazionale ― Bahrein | Cronologia completa delle presenze e delle reti in nazionale ― Bahrein | Cronologia completa delle presenze e delle reti in nazionale ― Bahrein |
| Data                                                                   | Città                                                                  | In casa                                                                | Risultato                                                              | Ospiti                                                                 | Competizione                                                           | Reti                                                                   | Note                                                                   |
| ---------------------------------------------------------------------- | ---------------------------------------------------------------------- | ---------------------------------------------------------------------- | ---------------------------------------------------------------------- | ---------------------------------------------------------------------- | ---------------------------------------------------------------------- | ---------------------------------------------------------------------- | ---------------------------------------------------------------------- |
| 6-9-2018                                                               | Riffa                                                                  | Bahrein                                                                | 1 – 1                                                                  | Filippine                                                              | Amichevole                                                             | -                                                                      | 46’                                                                    |
| 10-9-2018                                                              | Riffa                                                                  | Bahrein                                                                | 0 – 0                                                                  | Cina                                                                   | Amichevole                                                             | -                                                                      | 73’                                                                    |
| 16-10-2018                                                             | Riffa                                                                  | Bahrein                                                                | 4 – 1                                                                  | Birmania                                                               | Amichevole                                                             | -                                                                      | 71’                                                                    |
| 19-11-2018                                                             | Mascate                                                                | Oman                                                                   | 2 – 1                                                                  | Bahrein                                                                | Amichevole                                                             | -                                                                      | 85’                                                                    |
| 4-8-2019                                                               | Erbil                                                                  | Giordania                                                              | 0 – 1                                                                  | Bahrein                                                                | WAFF Championship 2019 - 1º turno                                      | -                                                                      |                                                                        |
| 10-8-2019                                                              | Erbil                                                                  | Kuwait                                                                 | 0 – 1                                                                  | Bahrein                                                                | WAFF Championship 2019 - 1º turno                                      | -                                                                      |                                                                        |
| 14-8-2019                                                              | Kerbela                                                                | Iraq                                                                   | 0 – 1                                                                  | Bahrein                                                                | WAFF Championship 2019 - Finale                                        | -                                                                      | 78’                                                                    |
| 9-10-2019                                                              | Riffa                                                                  | Bahrein                                                                | 2 – 3                                                                  | Azerbaigian                                                            | Amichevole                                                             | -                                                                      | 77’                                                                    |
| 15-10-2019                                                             | Riffa                                                                  | Bahrein                                                                | 1 – 0                                                                  | Iran                                                                   | Qual. Mondiali 2022                                                    | 1                                                                      |                                                                        |
| 14-11-2019                                                             | Wan Chai                                                               | Hong Kong                                                              | 0 – 0                                                                  | Bahrein                                                                | Qual. Mondiali 2022                                                    | -                                                                      |                                                                        |
| 19-11-2019                                                             | Amman                                                                  | Iraq                                                                   | 0 – 0                                                                  | Bahrein                                                                | Qual. Mondiali 2022                                                    | -                                                                      |                                                                        |
| 30-11-2019                                                             | Doha                                                                   | Bahrein                                                                | 0 – 2                                                                  | Arabia Saudita                                                         | Coppa delle Nazioni del Golfo 2019 - 1º turno                          | -                                                                      | 90’                                                                    |
| 5-12-2019                                                              | Doha                                                                   | Iraq                                                                   | 2 – 2 dts (3 - 5 dtr)                                                  | Bahrein                                                                | Coppa delle Nazioni del Golfo 2019 - Semifinale                        | -                                                                      |                                                                        |
| 7-11-2020                                                              | Dubai                                                                  | Tagikistan                                                             | 0 – 1                                                                  | Bahrein                                                                | Amichevole                                                             | -                                                                      | 87’                                                                    |
| 16-11-2020                                                             | Dubai                                                                  | Emirati Arabi Uniti                                                    | 1 – 3                                                                  | Bahrein                                                                | Amichevole                                                             | -                                                                      | 60’                                                                    |
| 25-3-2021                                                              | Riffa                                                                  | Bahrein                                                                | 3 – 1                                                                  | Siria                                                                  | Amichevole                                                             | -                                                                      | 42’                                                                    |
| Totale                                                                 |                                                                        | Presenze                                                               | 16                                                                     |                                                                        | Reti                                                                   | 1                                                                      |                                                                        |